# Zapateer Zuid
Zapateer Zuid – osada (wijk) w miejscowości Santa Rosa w dystrykcie Bandariba, w kraju autonomicznym Curaçao, należącym do Holandii, w Ameryce Południowej. 20 października 2023 r. liczyła 487 mieszkańców.  